# Chenopodium ficifolium
Chenopodium ficifolium là loài thực vật có hoa thuộc họ Dền. Loài này được Sm. mô tả khoa học đầu tiên năm 1800.